# Pachyella celtica
Pachyella celtica är en svampart som först beskrevs av Jean Louis Emile Boudier, och fick sitt nu gällande namn av Häffner 1993. Pachyella celtica ingår i släktet Pachyella och familjen Pezizaceae.   Inga underarter finns listade i Catalogue of Life.
I den svenska databasen Dyntaxa används istället namnet Peziza celtica för samma taxon.  Arten är reproducerande i Sverige.